# Rozijnenbrood

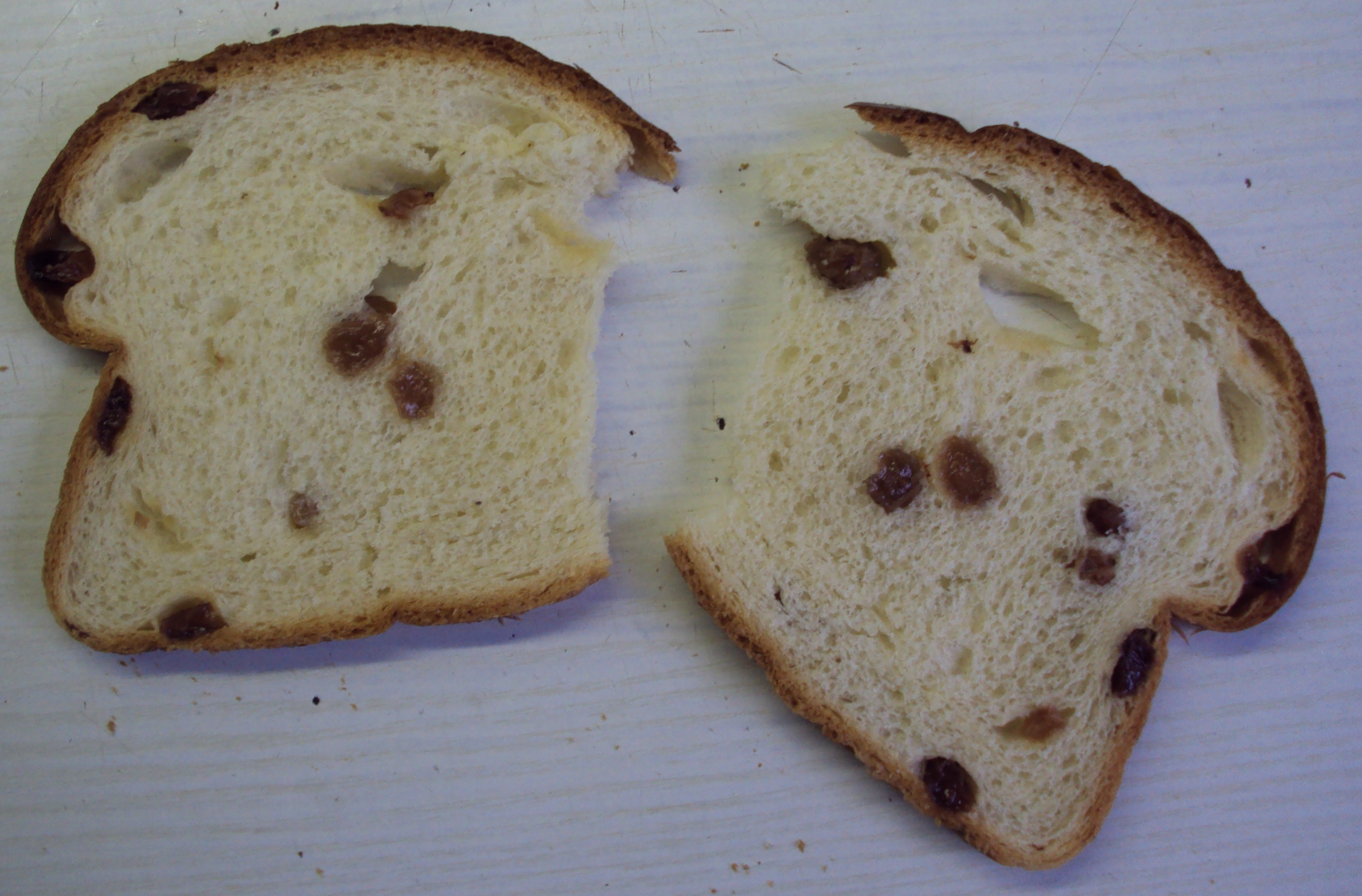
Rozijnenbrood

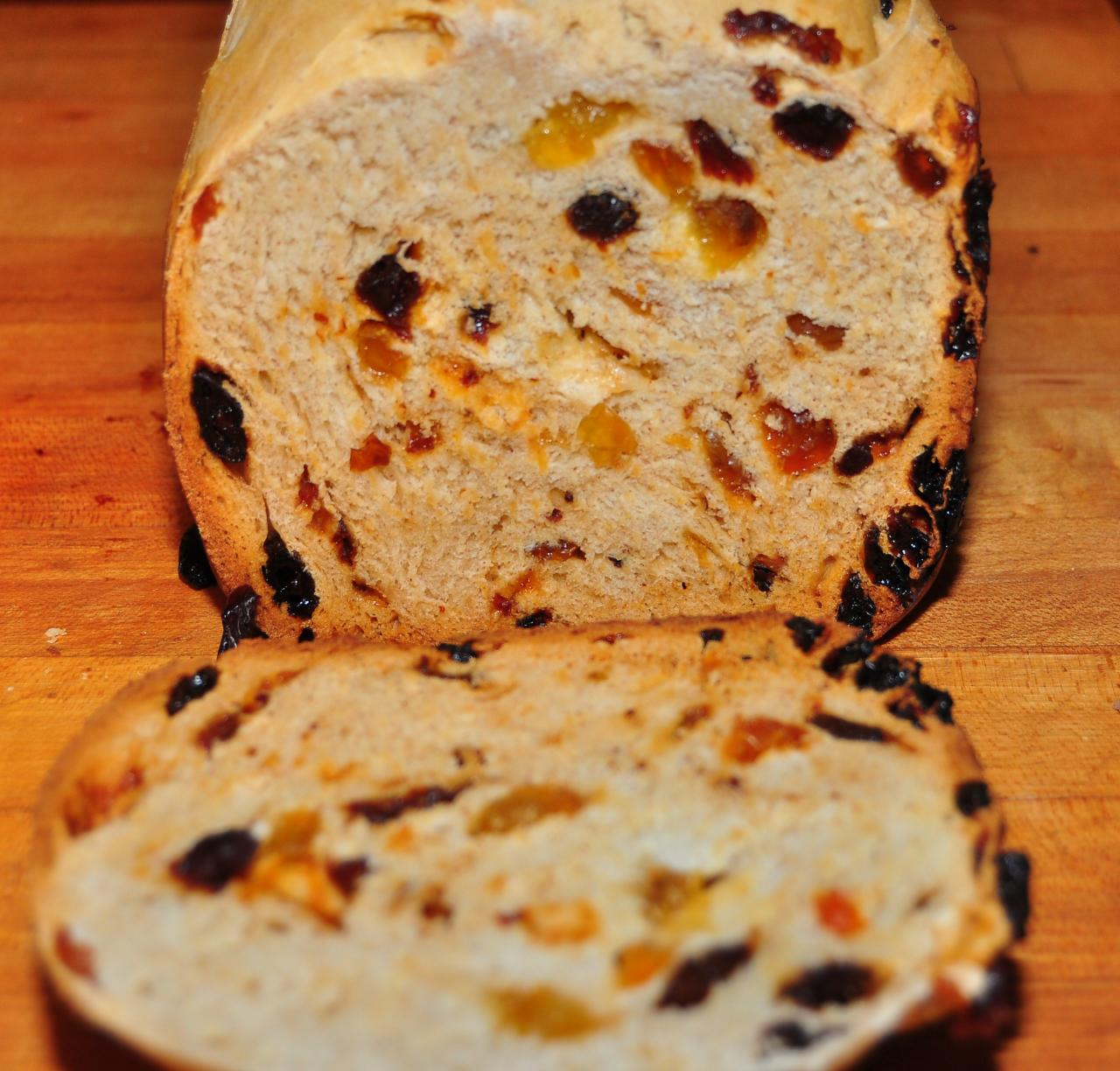
Rozijnenbrood

Met de term rozijnenbrood doelt men op brood dat rijkelijk gevuld is met rozijnen. Doorgaans is het deeg waarvan dit brood gemaakt wordt wat zoeter, vetter en smeuïger dan bij gewoon brood. Rozijnenbrood wordt vaak als een wat luxere broodsoort gezien. De kleinere rozijnenbroodjes rekent men tot de viennoiserie.

## Samenstelling
Een gangbare samenstelling van beslag voor rozijnenbrood is:
- 500 gram bloem
- 50-75 gram boter
- 5 gram zout
- 20 gram gist
- 1-2 eieren
- 200 gram rozijnen
- 30 gram suiker
- 25 cl melk

Met rozijnen en suiker kan gevarieerd worden. Sommige recepten vermelden 500 gram, of meer rozijnen en 200 gram suiker. 

## Varianten
Veel rozijnenbroden bevatten ook sukade en krenten. Er bestaan talloze lokale varianten van rozijnen- en krenten-rozenijnenbrood zoals de Zuidlaarderbol, kleine rozijnenbolletjes en de buikman. In biologische winkels kunnen volkorenrozijnenbroden verkrijgbaar zijn.